# Loïc Malnati
 (octobre 2018).
Si vous disposez d'ouvrages ou d'articles de référence ou si vous connaissez des sites web de qualité traitant du thème abordé ici, merci de compléter l'article en donnant les références utiles à sa vérifiabilité et en les liant à la section « Notes et références ».
Loïc Malnati, né le 16 mai 1973 à Audincourt (Doubs), est un dessinateur et un scénariste de bande dessinée français. 

## Biographie
À partir de 1996, il publie Anahire sur un scénario d'Anne Ploy chez Delcourt. En 1999, les mêmes auteurs publient L'Ancêtre programmé. En 2003, il réalise en solo La mémoire du bamboo. Malnati a aussi travaillé pour le cinéma, la télévision et la publicité. Il fonde la société de production Alm Icon en 2010.

## Œuvre
- Anahire, scénario d'Anne Ploy, Delcourt, collection « Terres de Légendes » :

1. Le Monstre, 1996.
2. L'Élu, 1997.
3. L'Apeuré, 1998.
4. Des milliers d'autres, 2000[1].

- L'Ancêtre programmé, scénario d'Anne Ploy, Les Humanoïdes Associés, collection « TransGénèse » :

1. Le Temps de l'éveil, 1999.
2. Le Temps de la conscience, 2000.
3. Le Temps du jugement, 2001.

- Fides, scénario d'Anne Ploy, dessin avec Didier Pagot, Les Humanoïdes associés, collection « TransGénèse » :

1. Opus Matrice, 2000[2]
2. Fines Matrice, 2001.

- La Mémoire du bamboo, Soleil Productions

1. La Transe du Chaume, 2003[3].
2. Le Retour de Draïm, 2003.

- Homo Sapiens :

1. Homo Sapiens, scénario de Jacques Malaterre, 2005.
2. Le Sacre de l'homme, scénario avec Jacques Malaterre et Michel Fessler, dessins d'André Chéret, 2007.

- Apocalypse : Les plus grands naissent posthumes, Daniel Maghen, 2008.
- Wounded, scénario de Damien Marie, Bamboo, Grand Angle

1. L'ombre du photographe, 2010.
2. Les Limbes de Jack, 2011.

- Du plomb pour les garces, scénario de Valérie Mangin, dessin avec Damien Garavagno, Benoît Picard et ALM Icon, Quadrants, collection « Boussole » :

1. Du plomb pour les garces - 1re partie, 2011.
2. Du plomb pour les garces - 2e partie, 2011.

- Destins t. 8 Family Van, scénario  de Philippe Bonifay, Glénat, collection « Grafica », 2011.
- Congo-Océan, scénario avec Olivier Marro, Glénat, 2012[4].
- Contes mécaniques, Éditions Paquet, 2018[5].
- Un battement d'aile de Papillon, Éditions Paquet, 2025[6].